# Месть полудурков 3: Следующее поколение
«Месть полудурков 3: Следующее поколение» — кинофильм.

## Сюжет
Третий фильм из серии о «ботанах». Теперь «заучки» контролируют университет, что стало результатом их успешных действий под предводительством Льюиса Скольника в двух предыдущих фильмах. Однако приходит новое поколение «спортсменов», желающих отвоевать школу. «Ботаны» снова оказываются угнетаемыми. Гарольду Скольнику нужна помощь дяди Льюиса — героя двух предыдущих фильмов. Однако тот вовсе не гордится своим «ботанским» прошлым и очень слабо помогает племяннику. Только под влиянием своей жены дядя с помощью друзей по первым двум фильмам вступает в борьбу за победу в школе, используя классические «ботанские» приёмы.